# یواس‌اس ویکتور (ای‌ام‌سی-۱۰۹)
یواس‌اس ویکتور (ای‌ام‌سی-۱۰۹) (به انگلیسی: USS Victor (AMc-109)) یک کشتی بود که طول آن ۹۸ فوت ۵ اینچ (۳۰٫۰۰ متر) بود. این کشتی در سال ۱۹۴۱ ساخته شد.